# Joni Huttunen
Joni Miika Huttunen, född den 11 februari 1980 i Göteborg, är en svensk författare vars böcker rör sig inom skräck, mystik och urban fantasy.   

## Utmärkelser
Stockholm Filmfestival 2006, Hedersomnämnande för kortfilmen Göken.